# ホーグの天体
ホーグの天体 (英: Hoag's Object) は環状銀河に分類される特異銀河で、地球から見てへび座の頭部の方向約6億光年の距離にある。1950年にこの天体を発見したアメリカの天文学者アーサー・アレン・ホーグにちなんでこの名前で呼ばれる。ホーグは発見当初、惑星状星雲または特殊な銀河ではないかとしていた。

## 特徴
年老いた黄色の中心核をほぼ完全な円を描く若く高温の星のリングが取り巻いている。中心核は直径17000±700光年、それを取り巻くリングは内径75000±3000光年、外径121000±4000光年。質量は7000億太陽質量 (M☉) と推定されている。天の川銀河は直径15万-20万光年、1000億-2000億個の星からなり、その質量は1兆5400億 M☉と推定されており、比較するとホーグの天体はやや小型と言える。
2013年には、ホーグの天体の外側に大きな中性水素のリングがあり、若く高温の星のリングはその内縁にあることが明らかとなった。
環状銀河自体が非常にまれな存在だが、地球から見るとホーグの天体の中心核とリングの隙間に、さらに遠くにある環状銀河SDSS J151713.93+213516.8の姿が見られる。

## 研究史
パロマー天文台スカイサーベイ (POSS) ではっきりと撮像されていたが、Morphological Catalogue of Galaxies (MCG) 、Catalogue of Galaxies and Clusters of Galaxies (CGCG) 、Catalogue of galactic planetary nebulae (PK) といった銀河カタログには掲載されていない。
ホーグは発見当初、この天体のリングは重力レンズによる産物であるという仮説を提唱した。しかし、中心核とリングの赤方偏移の値が同じであったことや、より高性能の望遠鏡を使った観測によって重力レンズによる産物では存在しえないリングの結び目状構造が明らかとなったため、後にこの仮説は放棄された。
この銀河の詳細には多くの謎が残されており、リング状構造の形成過程はその最たるものである。典型的な環状銀河は、大きな円盤銀河の中心付近を別の小さな銀河がほぼ垂直に突き抜けた場合に形成されるとされ、銀河が突き抜ける際に銀河円盤内に生じた密度波によって特徴的なリング状の外観を呈するようになる。この衝突イベントは、少なくとも20-30億年以上前に起こっているはずで、極リング銀河の形成過程と類似している可能性がある。しかしホーグの天体には「弾丸」の役割を果たすような第二の銀河の痕跡は観測されておらず、またホーグの天体の核はリングに比べて非常に低速であり、典型的な形成仮説が該当する可能性は極めて低い。ハッブル宇宙望遠鏡とロシアの大型反射望遠鏡BTA-6による観測データからも、衝突シナリオで観測されるはずのかすかな銀河の破片は見つからなかった。しかしながら研究者チームは「もし30億年以上前に銀河の衝突が起こっていれば、確認できるような残骸は残っていない可能性がある」としている。ホーグの天体は、数十億年前に棒渦巻銀河で起こった極端な "bar instability"（バルジの棒状構造の不安定）の産物ではないかとする説も提唱されたが、ホーグの天体の核が球状であるのに対して一般の棒渦巻銀河の核は円盤状であることなどの理由からこの仮説はありえないとする反論が出されている。
「明るい星のリングを持つ」といったホーグの天体と同様の特徴を持つ銀河は他にも存在するが、中心核が細長かったり棒状であったり、何らかの渦巻構造を示していたりと、ホーグの天体に比肩するほど整った形状のものは存在しない。これらの銀河は "Hoag-type galaxies" とも呼ばれる。